# Anton Zabołotny
Anton Konstantinowicz Zabołotny (ros. Антон Константинович Заболотный, ur. 13 czerwca 1991 w Aizpute) – rosyjski piłkarz grający na pozycji napastnika w rosyjskim klubie CSKA Moskwa oraz w reprezentacji Rosji. Uczestnik Mistrzostw Europy 2020.